# الجمهورية الألبانية
الجمهورية الألبانية (بالألبانية: Republika Shqiptare)‏ كان الاسم الرسمي على النحو المنصوص عليه في دستور عام 1925. أصبحت ألبانيا محمية بحكم الأمر الواقع لمملكة إيطاليا بعد توقيع معاهدتي تيرانا لعامي 1926 و1927. أُعلنت ألبانيا ملكية دستورية في عام 1928. عند إنشائها، طالبت إيطاليا بأن تكون حليفة للجمهورية. وتم القيام بذلك إلى حد كبير لزيادة نفوذ إيطاليا في البلقان، ولمساعدة الأمنين الإيطالي والألباني في نزاعاتهم الإقليمية مع الجمهورية اليونانية الثانية ومملكة يوغوسلافيا.

## التاريخ
بعد هزيمة حكومة فان نولي، استدعى أحمد زوغو البرلمان من أجل إيجاد حل لإمارة غير المتوجة. اعتمد البرلمان بسرعة دستورًا جديدًا، وأعلن ألبانيا جمهورية، ومنح زوغو سلطات ديكتاتورية سمحت له بتعيين وإقالة الوزراء، واستخدام حق النقض ضد التشريعات، وتسمية جميع الموظفين الإداريين الرئيسيين، واختيار ثلث أعضاء مجلس الشيوخ.
نص الدستور الجديد على قيام جمهورية برلمانية، مع منصب رئيس قوي يعمل كرئيس للدولة والحكومة. في 31 يناير 1925، تم انتخاب زوغو رئيساً لولاية مدتها سبع سنوات من قبل الجمعية الوطنية، قبل إعلانه ملكًا للألبان. حكم ألبانيا باستخدام أربعة حكام عسكريين وعين زعماء عشائر كضباط احتياط في الجيش ظلوا تحت الطلب لحماية النظام من التهديدات الداخلية أو الخارجية. كما حافظ على علاقات جيدة مع نظام بينيتو موسوليني الفاشي في إيطاليا ودعم السياسة الخارجية لإيطاليا.
وقيل إن نظام زوغو مسؤول عن اختفاء أحزاب المعارضة والحريات المدنية. كما خضعت الصحافة للرقابة الصارمة خلال فترة النظام.
في أوائل عام 1925، بدأت سلسلة من الإصلاحات التي تركز على الاقتصاد، لكن النتائج كانت مختلطة. تضمنت بعض الإصلاحات تنظيم مبادرات خاصة في الصناعة والبناء والنقل. في نفس العام، تم سك أول عملة ألبانية، الفرنجة الذهبية الألبانية. تم إدخال رأس المال الأجنبي كجزء من السياسة الرسمية لحكومة زوغو الأول، لكن هدف نظامه كان في الواقع تعزيز القوة الشخصية وإثراء أنصاره. تم استخدام رأس المال الأجنبي والقروض والأشكال الأخرى كأداة لتوفير الدخل للنظام وتم استخدامه لاحقًا للتغلب على الأزمات الاقتصادية.
تم إنشاء أربعة عشر جمعية جديدة في هذا الوقت تقريبًا، برأس مال أولي قدره 7.6 مليون فرنك ذهبي، أي حوالي 28٪ أكثر من رأس مال الجمعيات في الفترة 1921-1924. في عام 1928، بلغ عدد الشركات 127 شركة، وكان رأس المال المحلي أكبر بست مرات مما كان عليه في عام 1927، بينما بدأ الاقتصاد في الاستقرار.
في عام 1925، تم إنشاء ومنح امتيازات للمستثمرين الإيطاليين. تمتلك الدولة الألبانية 49٪ من البنك، بينما تمتلك إيطاليا 51٪ من حصة البنك. في ظل هذه الظروف، اكتسبت إيطاليا مكانة أقوى في ألبانيا. خلال فترة 1925-1928، زادت الحكومة الألبانية تكاليفها بشكل كبير.
في عام 1925، تم إنشاء جمعية التنمية الاقتصادية لألبانيا، مما ساعد على تسهيل قرض لألبانيا بقيمة 50 مليون فرنك ذهبي. في عام 1927 ، قدر القرض بـ 65 مليون فرنك ذهبي. بلغت الفائدة السنوية على هذا القرض البالغ 40 عامًا 7.5٪. تتكون مبالغ السداد من 30٪ -40٪ من دخل الدولة بالكامل.
في عام 1925، مولت الاتفاقيات بين الوكالات المالية الألبانية (مثل جمعية التنمية الاقتصادية لألبانيا) والمجموعات المالية الإيطالية 96.4 ٪ من مشاريع بناء الطرق في ألبانيا. لم تكن هذه القروض مخصصة للاحتياجات الاقتصادية الفورية للبلاد فقط، ولكن لتهيئة الظروف لمزيد من تغلغل رأس المال الأجنبي في البلاد. كما تم تغيير مسؤوليات الإدارات الحكومية لزيادة بناء الطرق.
في عام 1928، احتلت الإقطاعيات مساحة 200,000 هكتار (100,000 كانت إقطاعيات خاصة). كانت بيرات هي المدينة التي تضم أكبر عدد من الإقطاعيات، بحوالي 36,000.
كانت البنية التحتية سيئة الصيانة خلال هذه الفترة. لا يمكن للطرق سوى نقل المركبات الخفيفة، في حين أن الجسور التي لا تتم صيانتها بشكل جيد أعاقت نقل السيارات. تم النقل البحري في المقام الأول من قبل الشركات الأجنبية. تم تشغيل النقل الجوي بالبريد من قبل الإيطاليين. كانت التجارة أكبر عنصر في الاقتصاد، وخلال هذا الوقت نما تداول البضائع. كانت المواد الخام والماشية هي الصادرات الرئيسية. [بحاجة لمصدر]
بدأت العديد من الشركات الإيطالية والإنجليزية والفرنسية والأمريكية في ممارسة الأعمال التجارية في السوق الألبانية، وقد ساعدتهم الاتفاقيات التجارية أو من خلال الاستثمار المباشر.  
تم تعزيز موقف إيطاليا من خلال معاهدة التجارة البحرية، التي أعطت الدولة وضع «الدولة الأكثر رعاية». هذا شرع الاحتكار الإيطالي للتجارة الخارجية. [بحاجة لمصدر]

## الاختراق الإيطالي
في مقابل مساعدة غزو زوغو، توقعت بلغراد السداد على شكل إقليم ونفوذ في تيرانا. على الرغم من وعد زوغو بتقديم تنازلات حدودية في بلغراد قبل الغزو، استمر الزعيم الألباني في الضغط على مطالب ألبانيا الإقليمية. في 30 يوليو 1925، وقعت الدولتان اتفاقية لإعادة دير القديس نعوم الواقع على بحيرة أوهريد، والأراضي الحدودية الأخرى المتنازع عليها، إلى يوغوسلافيا. لكن يوغوسلافيا لم تحصد الأرباح التي كانت تأملها عندما استثمرت في زوغو. وتجنب بلغراد وحول ألبانيا نحو إيطاليا لحمايتها.
اكتسب المدافعون الإيطاليون عن التوسع الإقليمي في ألبانيا قوة أكثر في أكتوبر 1922 عندما تولى بينيتو موسوليني زمام السلطة في روما. قام أنصاره الفاشيون ببرنامج بلا خجل يهدف إلى إنشاء إمبراطورية رومانية جديدة في منطقة البحر الأبيض المتوسط تنافس بريطانيا وفرنسا. رأى موسوليني ألبانيا موطئ قدم في البلقان، وبعد الحرب اعترفت القوى العظمى فعليًا بالحماية الإيطالية على ألبانيا.
في مايو 1925، بدأت إيطاليا تغلغلًا في الحياة الوطنية لألبانيا بلغ ذروته بعد أربعة عشر عامًا باحتلالها وضمها لألبانيا. كانت الخطوة الرئيسية الأولى في هذه العملية هي اتفاق بين روما وتيرانا سمح لإيطاليا باستغلال الموارد المعدنية في ألبانيا. سرعان ما وافق البرلمان الألباني على السماح للإيطاليين ، والذي كان بمثابة الخزانة الألبانية على الرغم من أن مكتبه الرئيسي كان في روما، وكانت البنوك الإيطالية تسيطر عليه بشكل فعال. كما منح الألبان شركات الشحن الإيطالية احتكارًا لنقل البضائع والركاب من وإلى ألبانيا.
في أواخر عام 1925، بدأت جمعية التنمية الاقتصادية في ألبانيا المدعومة من إيطاليا بإقراض أموال الحكومة الألبانية بأسعار فائدة عالية لمشاريع النقل والزراعة والأشغال العامة، بما في ذلك قصر زوغو. في النهاية، تحولت القروض إلى إعانات.
في منتصف عام 1926، شرعت إيطاليا في توسيع نفوذها السياسي في ألبانيا، وطلبت من تيرانا الاعتراف باهتمام روما الخاص بألبانيا وقبول المدربين الإيطاليين في الجيش والشرطة. قاوم زوغو حتى انتفاضة في الجبال الشمالية ضغطت على الزعيم الألباني لإبرام معاهدة تيرانا الأولى مع الإيطاليين في 27 نوفمبر 1926. في المعاهدة، اتفقت الدولتان على عدم إبرام أي اتفاقيات مع أي دولة أخرى تضر بمصالحهما المشتركة. ضمنت الاتفاقية، في الواقع، موقف زوغو السياسي في ألبانيا، وكذلك سلامة أراضي البلاد.
في نوفمبر 1927، دخلت ألبانيا وإيطاليا في تحالف دفاعي، معاهدة تيرانا الثانية، والتي جلبت جنرالًا إيطاليًا وحوالي أربعين ضابطًا لتدريب الجيش الألباني. سرعان ما بدأ الخبراء العسكريون الإيطاليون في إرشاد مجموعات الشباب شبه العسكرية. سمحت تيرانا أيضًا للبحرية الإيطالية بالوصول إلى ميناء فلوره، وتلقى الألبان شحنات كبيرة من الأسلحة من إيطاليا.